# Franca Donaggio
Cecilia Donaggio detta Franca (Venezia, 29 gennaio 1947 – Roma, 1º gennaio 2013) è stata una sindacalista e politica italiana.

## Biografia
Nel 1965 è assunta all'Enel di Venezia. Nel 1974 si laurea in Scienze Politiche all'Università di Padova. In quegli anni inizia l'impegno sindacale nella FNLE CGIL (sindacato di categoria dei lavoratori del settore energia: elettricità, acqua, gas), prima Segretaria Provinciale di Venezia e successivamente Segretaria della Regione Veneto. Dal 1989 al 1996 è stata coordinatrice delle donne della CGIL e presidente del Comitato delle donne nella Confederazione Europea dei Sindacati (CES).
Nel 1996 passa al sindacato del trasporti e per sette anni è stata nella segretarie nazionale della Filt. Ex esponente della corrente lombardiana del Partito Socialista Italiano, aderì ai Riformatori per l'Europa e fece parte dei Democratici di Sinistra, di cui fu vice-responsabile del Lavoro. Dal 18 maggio 2006 fu membro del secondo governo Prodi in qualità di sottosegretario solidarietà sociale.
Durante l'incarico di governo ha avuto numerose deleghe: al volontariato, all'associazionismo e alle formazioni sociali, alle politiche per gli anziani, all'inclusione e alla coesione sociale, a quelle per l'infanzia e l'adolescenza. Ha inoltre supportato il ministro in materia di responsabilità sociale. Sul versante dei diritti dei disabili ha, tra l'altro, contribuito alla istituzione del fondo per la non autosufficienza, ed assieme al ministro ha sottoscritto a New York il 30 marzo 2007 la Convenzione ONU sui Diritti delle Persone con disabilità.
Il 14 ottobre 2007 ha scelto di aderire al Partito Democratico. Nella XVI Legislatura è diventata senatrice nel collegio veneto. Durante le primarie per il segretario nazionale ha sostenuto Dario Franceschini ed è divenuta membro di Area Democratica, la minoranza franceschiniana del Pd. Si voleva candidare alle primarie del 2012, ma saputa la sua condizione venne inserita nel listino per le elezioni politiche del 2013. È scomparsa dopo una lunga malattia causata da un tumore il 1º gennaio 2013 all'età di 65 anni. Venne sostituita da Sandro Spinello.